# Erdős-féle eltérő távolságok problémája
A diszkrét geometria területén az Erdős-féle eltérő távolságok problémája az az állítás, mi szerint egy síkban elhelyezkedő n különböző pont között legalább n1 − o(1) különböző távolság létezik. A problémát Erdős Pál vetette fel 1946-ban, és (Guth & Katz 2015) oldotta meg.

## A sejtés
A következőkben jelölje g(n) a sík n pontja közti minimális különböző távolságok számát.1946-os cikkében Erdős igazolta a
{\displaystyle {\sqrt {n-3/4}}-1/2\leq g(n)\leq cn/{\sqrt {\log n}}} becslést néhány {\displaystyle c} konstansra. Az alsó korlát viszonylag könnyen belátható, a felső korlátot egy {\displaystyle {\sqrt {n}}\times {\sqrt {n}}} négyzetrács adja (hiszen {\displaystyle O(n/{\sqrt {\log n}})} olyan n-nél kisebb szám van, ami két négyzetszám összegeként felírható, lásd Landau–Rámánudzsan-konstans). Erdős sejtése szerint a felső korlát közelebb van a g(n) tényleges értékéhez, konkrétabban {\displaystyle g(n)=\Omega (n^{c})} igaz minden c < 1 konstansra.

## Részeredmények
Erdős 1946-os g(n) = Ω(n1/2) alsó korlátját sikeresen javították a következőkre:
- g(n) = Ω(n2/3) (Moser 1952)
- g(n) = Ω(n5/7) (Chung 1984)
- g(n) = Ω(n4/5/log n) (Chung, Szemerédi & Trotter 1992)
- g(n) = Ω(n4/5) (Székely 1993)
- g(n) = Ω(n6/7) (Solymosi & Tóth 2001)
- g(n) = Ω(n(4e/(5e − 1)) − ɛ) (Tardos 2003)
- g(n) = Ω(n((48 − 14e)/(55 − 16e)) − ɛ) (Katz & Tardos 2004)
- g(n) = Ω(n/log n) (Guth & Katz 2015)

## Magasabb dimenziók
Erdős foglalkozott a probléma magasabb dimenziójú változataival is: d≥3-ra jelölje gd(n) a d dimenziós euklideszi térben n pont közötti lehetséges távolságok minimális számát. Igazolta, hogy gd(n) = Ω(n1/d) és gd(n) = O(n2/d), továbbá sejtése szerint a felső korlát valójában éles, tehát gd(n) = Θ(n2/d) . (Solymosi & Vu 2008) pontosították az alsó korlátot a következőre: gd(n) = Ω(n2/d - 2/d(d+2)).